# Gruta dos Arcos
A Gruta dos Arcos é uma gruta portuguesa localizada na freguesia de Santa Luzia, concelho de São Roque do Pico, ilha do Pico, arquipélago dos Açores.
Esta cavidade apresenta uma geomorfologia de origem vulcânica em forma de tubo de lava localizado em campo de lava de encosta.
Devido às suas carateristicas geológicas esta este acidente geológico encontra-se classificado como integrado na Paisagem Protegida de Interesse Regional da Cultura da Vinha da Ilha do Pico.
Esta estrutura geológica tem um comprimento de 91 m. por uma largura máxima de 6,5 m. e por uma altura também máxima de 2,1 m.